# Dan Severn
Dan Severn, född 8 juni 1958, är en amerikansk utövare av mixed martial arts och wrestling.